# 鷹廈線
鷹廈線（ようかせん）は江西省鷹潭市から福建省廈門市（アモイ）を結ぶ中国国鉄の鉄道路線である。

## 概要
鷹廈線は中国東南地区の重要な鉄道幹線である。全長は705km（漳州支線11kmを含む）で全線が電化単線であり、南昌鉄路局管轄である。鷹潭で滬昆線（浙贛線）に接続し、南平市の来舟から福州への1本の支線（来福線）を有する。1957年の開通以来、長期にわたって福建省から外部に通ずる唯一の鉄道であった。漳廈線の廃線後は福建省内の2本の鉄道路線のうちの一つであった。山地を経由しており、頻繁に雨が降る為にしばしば土砂災害で不通になる事故が起きる。

## 歴史（建設過程）
1953年1月、鉄道部中南設計分局は鷹廈線の設計を完了した。次の1954年に鉄道兵と当地の民工により建設を開始した。1957年に全線が完成、開通した（一説によると竣工日は1956年12月9日である）。全線で173本の橋梁と1775個のカルバート、88本のトンネルを有し、トンネル総延長は63534mで最長のトンネルは1460.3mの大禾山隧道である。
1986年8月26日に電化工事を開始した。永安～漳平、来舟～永安、鷹潭～来舟、漳平～廈門の4つの区間に分けて工事を行った。1993年12月26日に7年4ヶ月の期間と5億元余りの総費用をかけた全線の電化が完了した。

## 経由する主な地域
- 江西省：鷹潭、資渓。
- 福建省：光沢、邵武、順昌、沙県、三明、永安、漳平、華安、長泰、漳州、廈門。

## 駅一覧
鷹潭 - 鷹潭南 - 余家 - 肖家 - 上清 - 圳上 - 富庶嶺 - 饒橋 - 高阜 - 資渓 - 鉄関村 - 圓岱 - 華橋 - 大源村 - 光沢 - 和順 - 莫口 - 薬村 - 邵武 - 曬口 - 呉家塘 - 官墩 - 拿口 - 衛閩 - 富文 - 埔上 - 順昌 - 洋口 - 建西 - 峽陽 - 照口 - 来舟 - 外洋 - 青州 - 万能 - 沙県 - 三明東 - 三明 - 荊西 - 貢川 - 益口 - 永安 - 永漿 - 桂口 - 西洋 - 嶺頭 - 城口 - 麦園 - 銭坂 - 卓宅 - 漳平 - 易坑 - 梅水坑 - 西陂 - 華安 - 金山橋 - 渓南坂 - 利水 - 石覃口 - 長泰 - 漳州東 - 龍海 - 角美 - 東孚 - 前場 - 杏林 - 集美 - 廈門高崎 - 廈門
漳州支線：漳州東 - 漳州

## 接続路線
- 鷹潭駅：滬昆線（浙贛線）、皖贛線
- 外洋駅：外福線
- 益口駅：永加線
- 漳平駅：漳竜坎線
- 梅水坑駅：漳泉肖線
- 漳州東駅：漳州支線